# سباسيتان فيتزيك

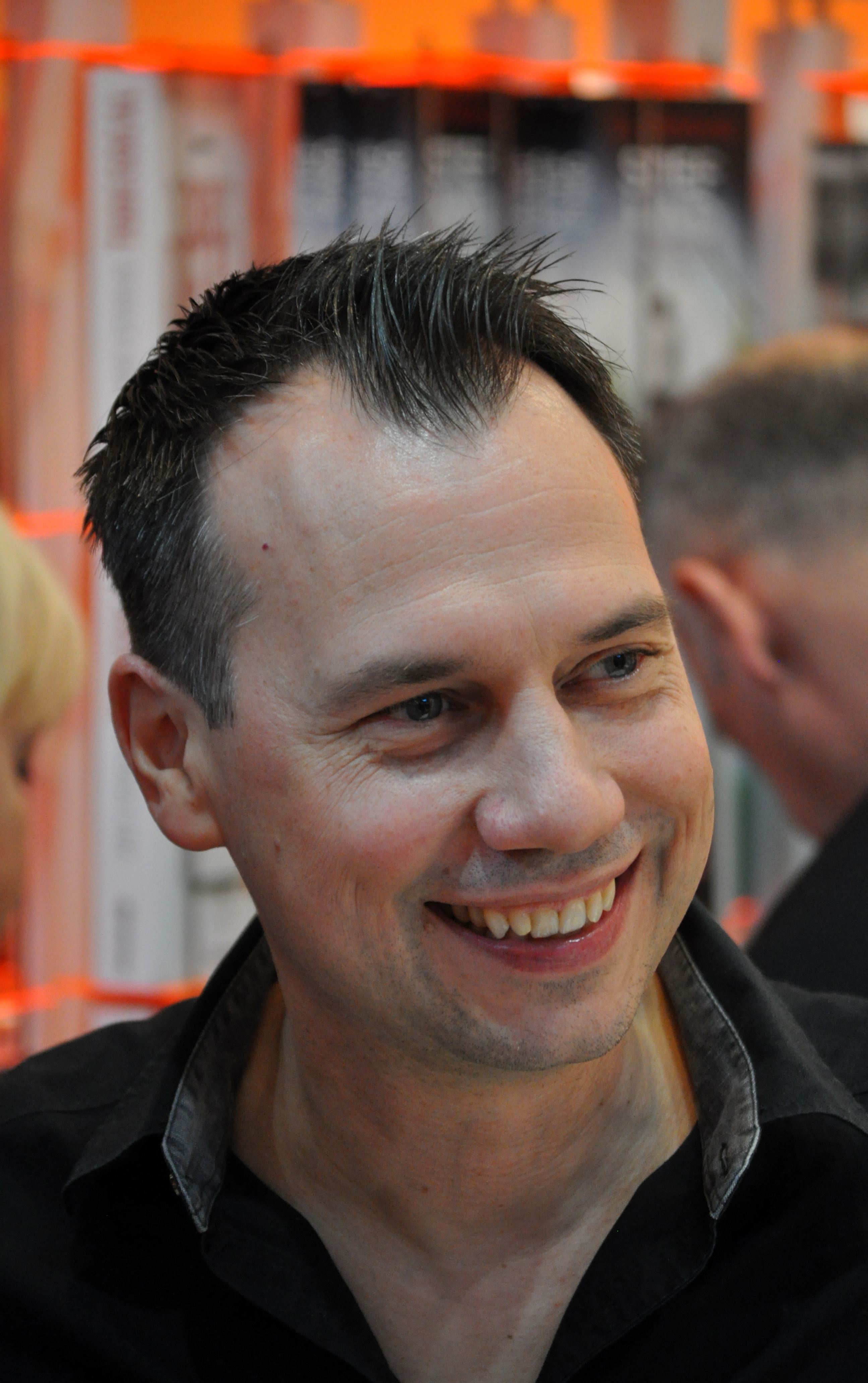
سيباستيان فيتزيك في معرض لايبزيغ للكتاب 2017

سيباستيان فيتزيك (بالألمانية: Sebastian Fitzek)‏ (ولد في 13 تشرين الأول / أكتوبر 1971 في برلين) هو كاتب وصحفي ألماني. أول كتاب له العلاج  كان من أكثر الكتب مبيعا في ألمانيا عام 2006، ليحل مكان شفرة دافنشي من المركز الأول.
باع فيتزيك أكثر من 12 مليون كتاب في جميع أنحاء العالم و5 ملايين كتابا في ألمانيا فقط وهو واحد من أنجح الكتّاب في ألمانيا.

## الأعمال
- العلاج. درومر كنور، ميونخ 2006. (ردمك 3-426-63309-4); (ردمك 0-330-45315-7) .
- لعبة آموك. درومر كنور، ميونخ 2007. (ردمك 3-426-63718-9).
- الطفل. درومر كنور، ميونخ 2008. (ردمك 3-426-19782-0).
- محطم الروح. درومر كنور، ميونخ  2008. (ردمك 3-426-63792-8).
- المنشق. درومر كنور، ميونخ 2009. (ردمك 3-426-19847-9).
- جامع العيون. درومر كنور، ميونخ 2010. (ردمك 978-3-426-19851-3).
- منعزل. درومر كنور، ميونخ 2012. (ردمك 978-3-426-19926-8).

## روابط خارجية
- سباسيتان فيتزيك على موقع IMDb (الإنجليزية)
- سباسيتان فيتزيك على موقع مونزينجر (الألمانية)
- سباسيتان فيتزيك على موقع ألو سيني (الفرنسية)
- سباسيتان فيتزيك على موقع ميوزك برينز (الإنجليزية)
- سباسيتان فيتزيك على موقع ديسكوغز (الإنجليزية)
- سباسيتان فيتزيك على موقع قاعدة بيانات الفيلم (الإنجليزية)

- Authors homepage